# Écoche
Écoche é uma comuna francesa na região administrativa de Auvérnia-Ródano-Alpes, no departamento de Loire. Estende-se por uma área de 11,7 km². Em 2010 a comuna tinha 540 habitantes (densidade: 46,2 hab./km²).